# Maurizio Gaudino
Maurizio Gaudino (Brühl, 12 dicembre 1966) è un procuratore sportivo, ex calciatore e allenatore di calcio tedesco, di ruolo attaccante.

## Biografia
Di origine italiana (suo padre nativo di Orta di Atella e sua madre di Frattaminore, emigrati in Germania Ovest negli anni sessanta).

## Carriera

### Giocatore

#### Club
Fu attaccante di varie squadre tedesche: esordì tra i professionisti con il Waldhof Mannheim, club nelle cui giovanili si era formato.
Di grande importanza fu, soprattutto, il periodo nello Stoccarda dove militò dal 1987 al 1993.
Avendo anche la cittadinanza italiana, a lungo declinò la chiamata delle giovanili tedesche fino al 1989 quando accettò la convocazione in nazionale maggiore da Franz Beckenbauer.
Divenne noto in Italia quando lo Stoccarda disputò la finale di Coppa UEFA 1988-89 contro il Napoli, squadra per la quale non nascondeva simpatie sportive.
Con lo Stoccarda vinse campionato e Supercoppa di Germania.
Successivamente è passato all'Eintracht Francoforte, di cui ha vestito la maglia in tre distinti periodi, intervallati da una militanza in Inghilterra, nel 1995 al Manchester City, e in Messico, nel 1996 all'América.
In seguito ha militato per una stagione in Svizzera nelle file del Basilea, per poi tornare in patria, al Bochum. Dal 1999 al 2002 ha giocato in Turchia, vestendo per tre stagioni la maglia dell'Antalyaspor.
Ha concluso la carriera in patria, al Waldhof Mannheim, squadra che lo aveva lanciato.

#### Nazionale
Ha vestito la maglia della nazionale Under-21 tedesca dal 1985 al 1987. Ha esordito con la nazionale maggiore tedesca il 22 settembre 1993, in amichevole contro la Tunisia (1-1) allo stadio olimpico di El Menzah di Tunisi, giocando da titolare.
Ha segnato la sua unica rete in nazionale il 27 aprile 1994, nel corso dell'amichevole contro gli Emirati Arabi Uniti, dopo essere subentrato nei minuti finali ad Andreas Möller.
Convocato dal commissario tecnico Berti Vogts per il campionato del mondo 1994, non è mai sceso in campo nel torneo.
Ha totalizzato 5 presenze e una rete con la selezione tedesca.

### Dopo il ritiro
Nell'ultimo periodo di attività ha svolto ad interim anche il ruolo di allenatore del Waldhof Mannheim, cui ha fatto seguito un breve intermezzo sulla panchina del Sonnenhof G..
Dalla fine dell'attività agonistica, ricopre l'incarico di procuratore sportivo di calciatori, tra i quali di Mario Gómez.
È stato direttore sportivo del Reutlingen e del Wacker Nordhausen.

## Statistiche

### Cronologia presenze e reti in nazionale
| Cronologia completa delle presenze e delle reti in nazionale ― Germania | Cronologia completa delle presenze e delle reti in nazionale ― Germania | Cronologia completa delle presenze e delle reti in nazionale ― Germania | Cronologia completa delle presenze e delle reti in nazionale ― Germania | Cronologia completa delle presenze e delle reti in nazionale ― Germania | Cronologia completa delle presenze e delle reti in nazionale ― Germania | Cronologia completa delle presenze e delle reti in nazionale ― Germania | Cronologia completa delle presenze e delle reti in nazionale ― Germania |
| Data                                                                    | Città                                                                   | In casa                                                                 | Risultato                                                               | Ospiti                                                                  | Competizione                                                            | Reti                                                                    | Note                                                                    |
| ----------------------------------------------------------------------- | ----------------------------------------------------------------------- | ----------------------------------------------------------------------- | ----------------------------------------------------------------------- | ----------------------------------------------------------------------- | ----------------------------------------------------------------------- | ----------------------------------------------------------------------- | ----------------------------------------------------------------------- |
| 22-9-1993                                                               | Tunisi                                                                  | Tunisia                                                                 | 1 – 1                                                                   | Germania                                                                | Amichevole                                                              | -                                                                       |                                                                         |
| 17-11-1993                                                              | Colonia                                                                 | Germania                                                                | 2 – 1                                                                   | Brasile                                                                 | Amichevole                                                              | -                                                                       | 84’                                                                     |
| 22-12-1993                                                              | Città del Messico                                                       | Messico                                                                 | 0 – 0                                                                   | Germania                                                                | Amichevole                                                              | -                                                                       | 54’                                                                     |
| 7-4-1994                                                                | Abu Dhabi                                                               | Emirati Arabi Uniti                                                     | 0 – 2                                                                   | Germania                                                                | Amichevole                                                              | 1                                                                       | 87’                                                                     |
| 8-6-1994                                                                | Toronto                                                                 | Canada                                                                  | 0 – 2                                                                   | Germania                                                                | Amichevole                                                              | -                                                                       | 69’                                                                     |
| Totale                                                                  |                                                                         | Presenze                                                                | 5                                                                       |                                                                         | Reti                                                                    | 1                                                                       |                                                                         |

## Palmarès

### Giocatore

#### Club
- Campionato tedesco: 1

Stoccarda: 1992
- Supercoppa di Germania: 1

Stoccarda: 1992